# Zingiber pauciflorum
Zingiber pauciflorum là một loài thực vật có hoa trong họ Gừng. Loài này được Lin Bai, Jana Leong-Škorničková, De Zhu Li, và Nian He Xia miêu tả khoa học đầu tiên năm 2017.

## Mẫu định danh
Mẫu định danh: Bai L. & He X. BLK008; thu thập ngày 23 tháng 9 năm 2016 trong Khu bảo tồn thiên nhiên Nhu Trát Độ, trại Tế Doãn (細允寨, tọa độ khoảng 22°30′15″B 100°28′8″Đ / 22,50417°B 100,46889°Đ), thôn Hoang Bá Hà (荒坝河村), trấn Nhu Trát Độ (糯扎渡), huyện Lan Thương, địa cấp thị Phổ Nhĩ, tỉnh Vân Nam. Mẫu holotype lưu giữ tại Viện Thực vật Côn Minh (KUN), các mẫu isotype lưu giữ tại Vườn Thực vật Hoàng gia tại Edinburgh (E), Vườn Thực vật Hoa Nam ở Quảng Châu (IBSC), Vườn Thực vật Singapore (SING), Viện Smithsonian ở Washington D.C. (US).

## Phân bố
Loài này có tại tây nam Trung Quốc.

## Phân loại
Với các cụm hoa mọc từ thân rễ, bao gồm cành hoa bông thóc xuất hiện từ mặt đất với cuống cụm hoa phủ phục và ngắn, Z. pauciflorum thuộc về tổ Cryptanthium. Có quan hệ gần với Z. smilesianum, Z. tenuifolium và Z. yunnanense.